# Fui Fiel
"Fui Fiel" é uma canção do cantor e compositor Pablo. Foi regravada com êxito pelo cantor sertanejo Gusttavo Lima, com a canção sendo lançada no dia 13 de setembro de 2013 como segundo single do álbum  Do Outro Lado da Moeda. A faixa foi produzida por Zezé Di Camargo.

## Lista de faixas
| Download digital no iTunes |            |                  |                 |         |  |
| N.º                        | Título     | Compositor(es)   | Produtor(es)    | Duração |  |
| 1.                         | "Fui Fiel" | Pablo do arrocha | Zezé Di Camargo | 3:09    |  |

## Desempenho comercial
A canção teve bom desempenho nas paradas musicais brasileiras, chegando à oitava na Billboard Hot 100 Airplay, sempre na versão de Gusttavo Lima. No dia 16 de dezembro de 2014, o Google divulgou as listas com os termos mais pesquisados em 2014. A gigante das buscas separou os rankings por categorias, incluindo algumas para os destaques da música brasileira no ano.

## Desempenho nas paradas
| Paradas (2013-2014)                       | Melhor posição |
| ----------------------------------------- | -------------- |
| Brasil (Billboard Brasil Hot 100 Airplay) | 7              |